# سیارک ۶۲۴۱
سیارک ۶۲۴۱ (به انگلیسی: 6241 Galante، نامگذاری:1989TG) شش هزار و دویست و چهل و یکمین سیارک کشف شده‌است که در ۴ اکتبر ۱۹۸۹ کشف شد.
قدر مطلق سیارک برابر ۱۲٫۱۰ است.